# ادواردو گومس
ادواردو گومِـس (اسپانیایی: Eduardo Gómez‎؛ ۲۷ ژوئیه ۱۹۵۱ – ۲۸ ژوئیهٔ ۲۰۱۹) خواننده و بازیگر اهل اسپانیا بود.
از فیلم‌ها یا برنامه‌های تلویزیونی که وی در آن نقش داشته‌است، می‌توان به معجزه پی. تینتو، کاروسل حوالی ۱۹۵۰، تورنته ۳: محافظ شخصی، فیلم اسپانیایی، زبان پروانه‌ها، مردن از خنده، نینت، دردسر قریب‌الوقوع و زمان جاسوسی اشاره کرد.